# Cima Sappada
Cima Sappada (1292 metrů nad mořem) je alpský průsmyk, který spojuje Val Degano s Valle del Piave, přesněji spojuje Forni Avoltri se Sappadou. Cima Sappadou prochází státní silnice 355 Val Degano. Na vrcholu průsmyku se nachází stejnojmenná obec Cima Sappada.

## Sporty

### Cyklistika
Během stého výročí cyklistického závod Giro d'Italia byl naměřen nejvyšší bod průsmyku 1292 m nad mořem.